# Standing Pine
Standing Pine è un centro abitato e un census-designated place (CDP) degli Stati Uniti d'America, situata nella contea di Leake, nello Stato del Mississippi.